# Zuzanna Pawlikowska
Zuzanna Pawlikowska (* 27. Februar 2005 in Danzig) ist eine  polnische Tennisspielerin.

## Karriere
Pawlikowska bevorzugt Hartplätze und spielt bislang vor allem Turniere der ITF Women’s World Tennis Tour, wo sie bisher zwei Turniere im Einzel und fünf Turniere im Doppel gewann.
2023 trat sie zusammen mit Partnerin Charo Esquiva Bañuls bei den French Open im Juniorinnendoppel an, wo die beiden aber bereits in der ersten Runde gegen die Paarung Tamara Kostic und Wakana Sonobe mit 6:2, 6:73 und [5:10] verloren. In Wimbledon schied sie im Juniorinneneinzel in der ersten Runde mit 2:6 und 5:7 gegen Ela Nala Milic aus. Im Juniorinnendoppel erreichte sie zusammen mit Partnerin Lily Taylor mit einem 4:6, 6:3 und [10:5] Sieg über Darja Šuvirđonkova und Vendula Valdmannová das Achtelfinale, wo die beiden dann gegen Renáta Jamrichová und Federica Urgesi mit 1:6 und 6:72 verloren. Bei den US Open erreichte sie mit Siegen über Theadora Rabman und Alena Kovačková das Achtelfinale gegen Katherine Hui, das sie mit 1:6 und 0:6 klar verlor. Im Juniorinnendoppel scheiterte sie mit Partnerin Monika Stankiewicz bereits in der ersten Runde an den an Position acht gesetzten und späteren Titelträgerinnen Mara Gae und Anastassija Gurjewa mit 2:6 und 5:7.

## Turniersiege

### Einzel
| Nr. | Datum            | Turnier             | Kategorie | Belag     | Finalgegnerin | Ergebnis       |
| --- | ---------------- | ------------------- | --------- | --------- | ------------- | -------------- |
| 1.  | 4. August 2024   | Savitaipale         | ITF W15   | Sand      | Nadija Kolb   | 5:7, 6:2, 6:1  |
| 2.  | 27. Oktober 2024 | Scharm asch-Schaich | ITF W15   | Hartplatz | Sandra Samir  | 7:5, 6:73, 7:5 |

### Doppel
| Nr. | Datum           | Turnier             | Kategorie | Belag             | Partnerin         | Finalgegnerinnen                        | Ergebnis |
| --- | --------------- | ------------------- | --------- | ----------------- | ----------------- | --------------------------------------- | -------- |
| 1.  | 9. März 2024    | Brossard            | ITF W15   | Hartplatz (Halle) | Ashton Bowers     | Jessica Bernales Mia Yamakita           | 6:3, 6:3 |
| 2.  | 13. April 2024  | Scharm asch-Schaich | ITF W35   | Hartplatz         | Salma Drugdová    | Jelisaweta Schebekina Darja Selinskaja  | 6:4, 6:2 |
| 3.  | 5. Oktober 2024 | Scharm asch-Schaich | ITF W15   | Hartplatz         | Sandra Samir      | Darja Jegorowa Anastassija Gassanowa    | 6:3, 6:4 |
| 4.  | 15. März 2025   | Scharm asch-Schaich | ITF W15   | Hartplatz         | Carolyn Ansari    | Elena-Teodora Cadar Isabella Schinikowa | 6:4, 6:0 |
| 5.  | 16. August 2025 | Bydgoszcz           | ITF W35   | Sand              | Sapfo Sakellaridi | Katarína Kužmová Nina Vargová           | 6:2, 6:4 |